# Doksany
Doksany jsou obec v okrese Litoměřice v Ústeckém kraji na pravém břehu Ohře, devět kilometrů jižně od Litoměřic a sedm kilometrů severozápadně od Roudnice nad Labem. Žije v nich 458 obyvatel. V místě funguje pošta (PSČ 411 82), klimatologická observatoř a meteorologická stanice Českého hydrometeorologického ústavu. Nachází se zde ženský premonstrátský klášter, původně románský, později barokně rozšířený. Klášterní kostel, především jeho krypta, patří k nejvýznamnějším románským památkám v Čechách.

## Historie
Krajina při dolní Ohři patří k místům, z nichž máme doklady o nejstarším osídlení lidí ve starší době kamenné na území Česka. Vznikl zde ve 12. století klášter s neobvyklým názvem Doksany. Jméno, podobně jako Doksy, nelze vysvětlit, soudí znalec původu místních jmen Antonín Profous, ani z jazyků slovanských, ani z němčiny; domnívá se, že slovo „dokz“ bylo předslovanským názvem pomalu tekoucí vody nebo močálu.[zdroj?] To by zajisté odpovídalo středověké povaze okolí Doksan i Doks.

## Přírodní poměry
Doksany se nacházejí v nadmořské výšce 158 metrů v blízkosti řeky Ohře. Průměrná lednová teplota (1961–1990) činí −2,0 °C, v červenci pak 18,1 °C. Roční úhrn srážek vlivem srážkového stín Krušných hor je nízký – v průměru pouze 455,9 mm. Největší průměrný měsíční úhrn srážek je v srpnu (63,0 mm), nejmenší průměrný měsíční úhrn srážek je v únoru (19,2 mm).
Severovýchodně od obce se v polích nachází observatoř Českého hydrometeorologického ústavu zabývající se půdním klimatem, provádějící biometeorologický výzkum, plnící funkci profesionální meteorologické a referenční klimatologické stanice (50°27′31,8″ s. š., 14°10′12,63″ v. d.).

## Obyvatelstvo
|           | 1869 | 1880 | 1890 | 1900 | 1910 | 1921 | 1930 | 1950 | 1961 | 1970 | 1980 | 1991 | 2001 | 2011 |
| --------- | ---- | ---- | ---- | ---- | ---- | ---- | ---- | ---- | ---- | ---- | ---- | ---- | ---- | ---- |
| Obyvatelé | 625  | 934  | 857  | 769  | 736  | 647  | 626  | 489  | 527  | 538  | 471  | 371  | 369  | 378  |
| Domy      | 69   | 74   | 80   | 77   | 75   | 69   | 88   | 103  | 96   | 109  | 115  | 131  | 131  | 132  |

## Pamětihodnosti
- Klášter Doksany na západním kraji obce, Rozsáhlý barokní areál s (v jádru románským) kostelem Narození Panny Marie. Větší část budov zchátralá, některé již pro potřeby církve nově opravené. Krypta kostela turisticky přístupná po předchozím objednání u správy farnosti.
- Hřbitovní kostel sv. Petra a Pavla, na samotě severně od Doksan. Původně románský z první poloviny 13. století, dnešní podoba barokní z doby kolem roku 1726. Zvenčí zachovalý, zařízení však z velké části nedochované. Na hřbitově mj. pseudogotický pomník vojákům pohřbených zde v letech 1782–1785, přenesený roku 1904 ze zrušeného vojenského hřbitova v Karlíně u pražské Invalidovny.
- Dvojice výklenkových kapliček z 19. století severně od obce, při levé straně silnice do Dolánek
- Socha Krista Trpitele u hlavní silnice při východním křídle kláštera, pozdně barokní z roku 1775. Dnes pouze torzo (podstavec zachován v úplnosti, ze sochy dochována jen spodní část).
- Vodní mlýn, původem středověký, v jv. sousedství kláštera, od roku 1998 znovu využíván jako MVE. Přes náhon u mlýna vede kamenný obloukový mostek z poloviny 18. století.
- Železobetonový silniční most z roku 1928 přes řeku Ohři, spojuje Doksany a Brozany
- Přírodní rezervace Loužek po obou stranách Ohře při jižním okraji obce. Prohlášena opakovaně v letech 1933 a 1977 na ochranu lužního lesa a slepého říčního ramene.
- Dub U Umučeného.

## Osobnosti
- Bonifác Jan Holub (1847–1923), římskokatolický kněz
- Felix Lexa hrabě z Aehrenthalu (1853–1918), politik
- Alois Lexa hrabě z Aehrenthalu (1854–1912), rakousko-uherský ministr zahraničí

## Fotogalerie

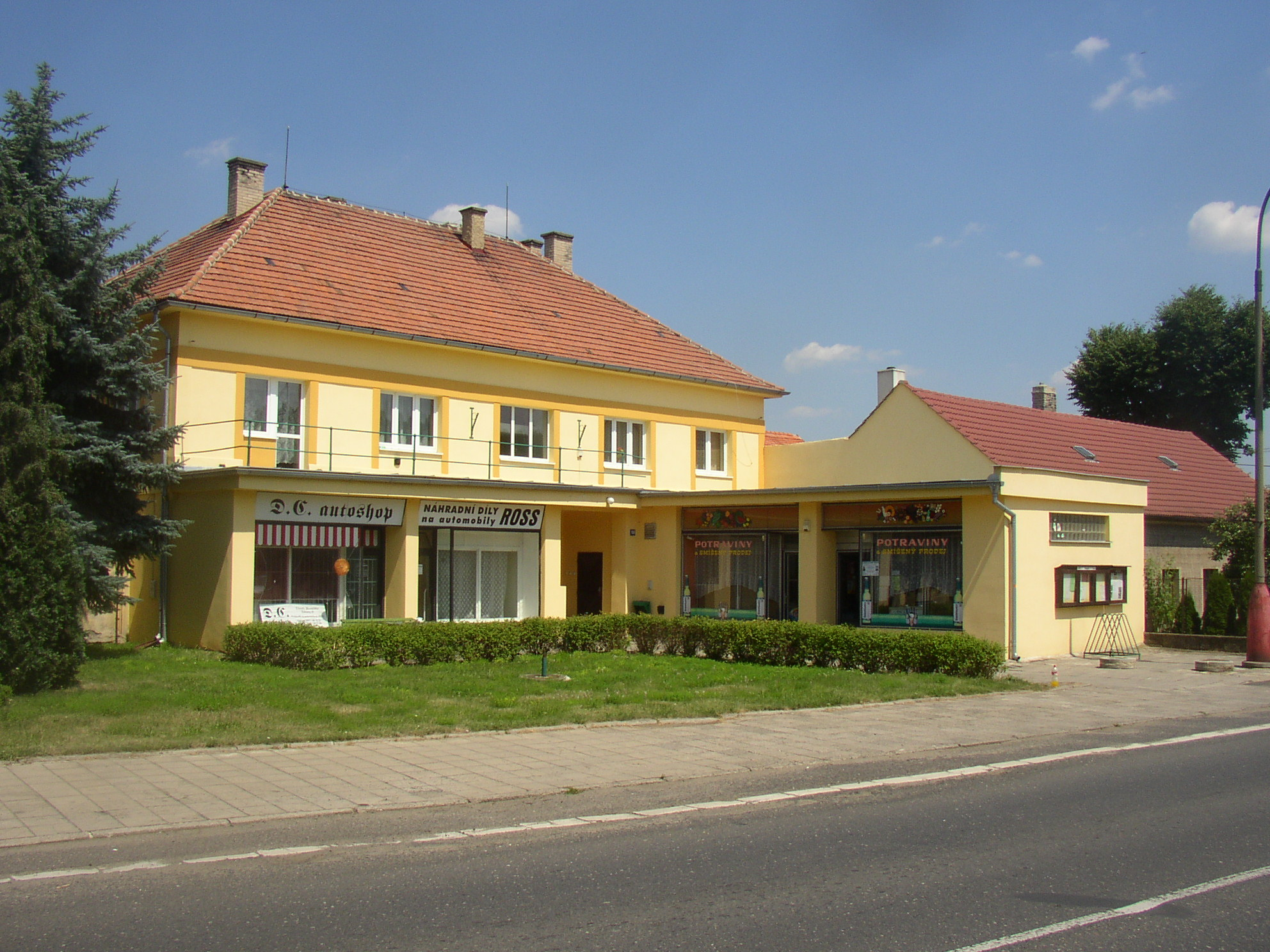
Obecní úřad
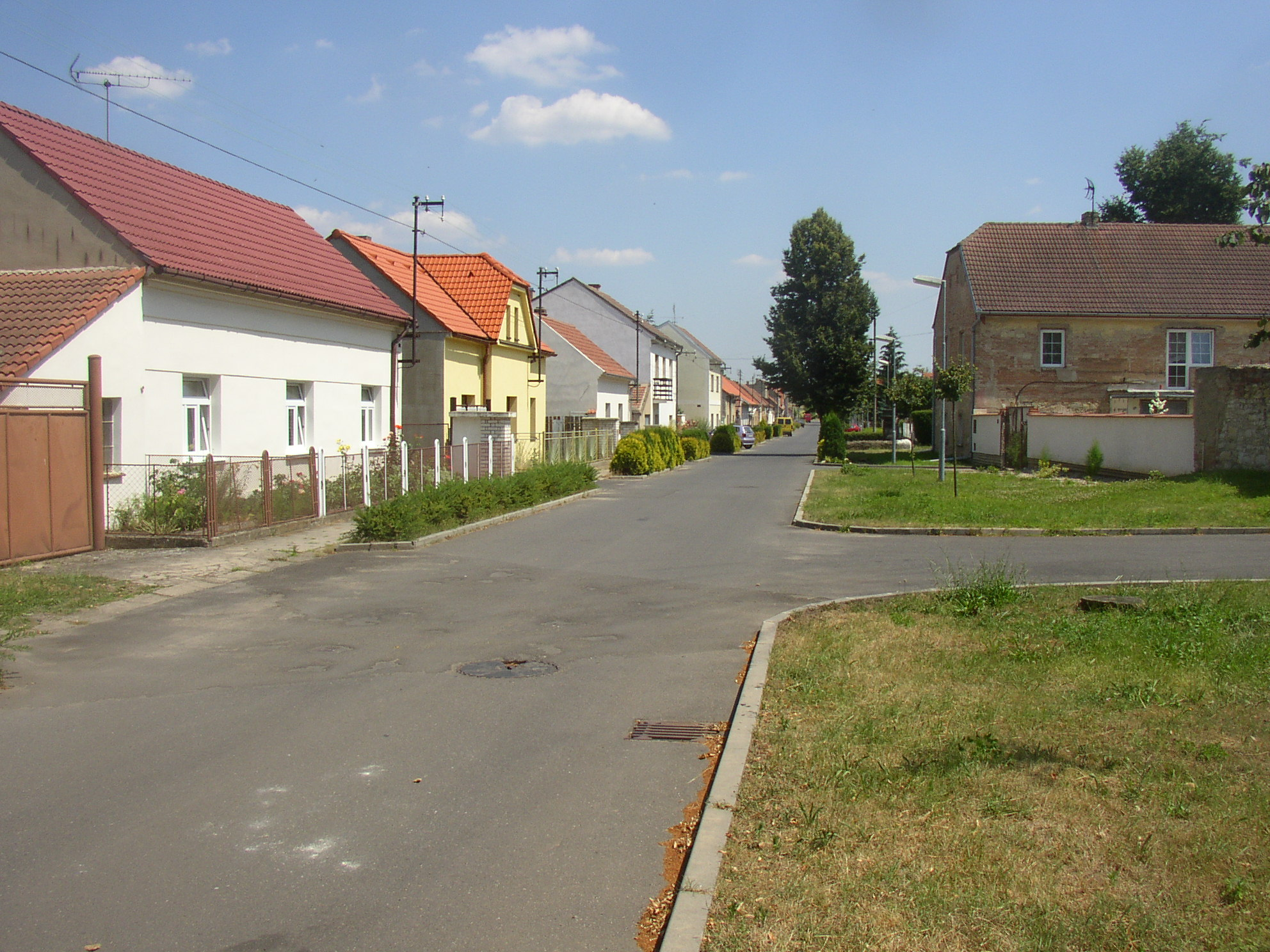
Vedlejší ulice v severní části obce
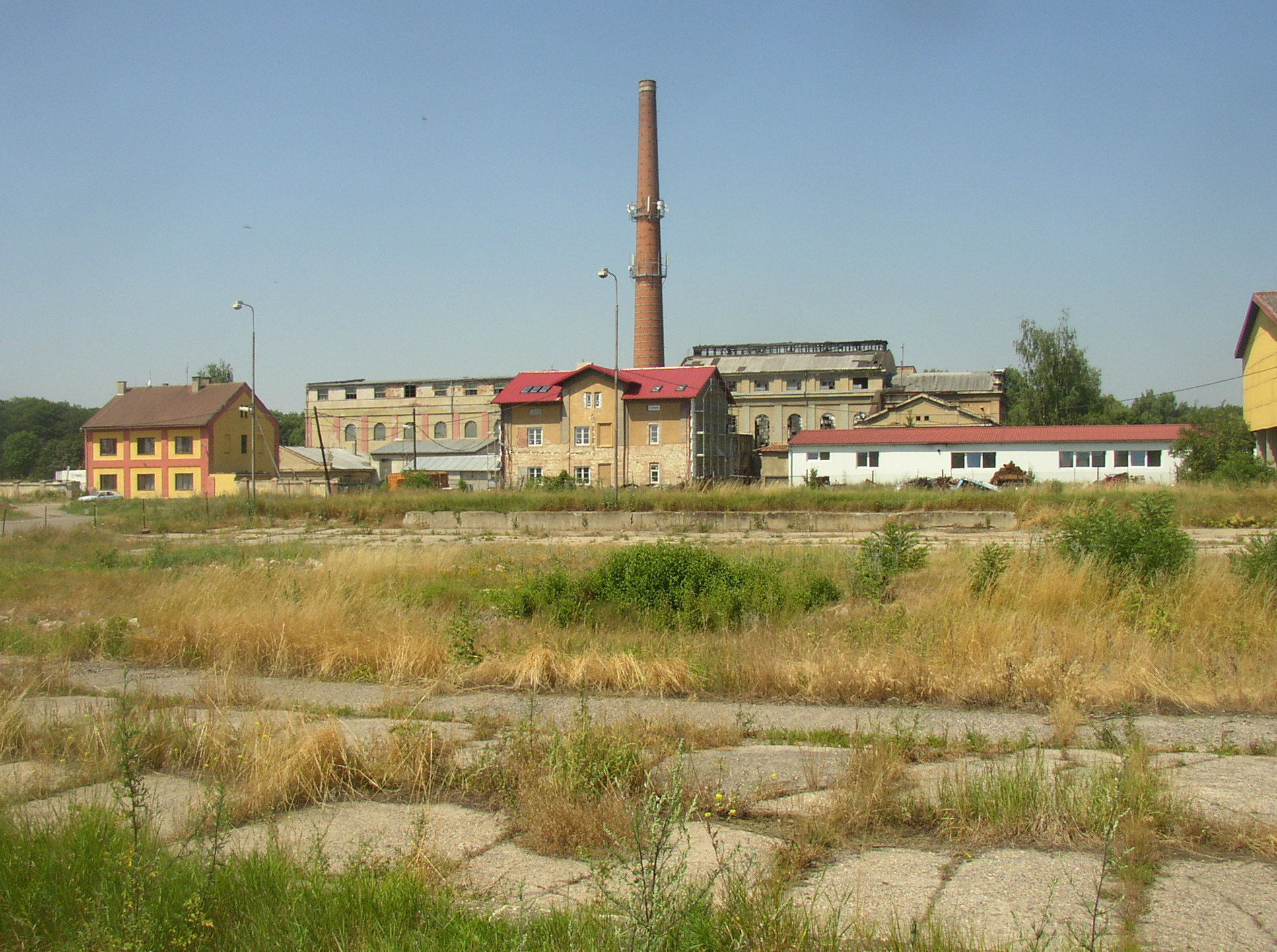
Bývalý cukrovar
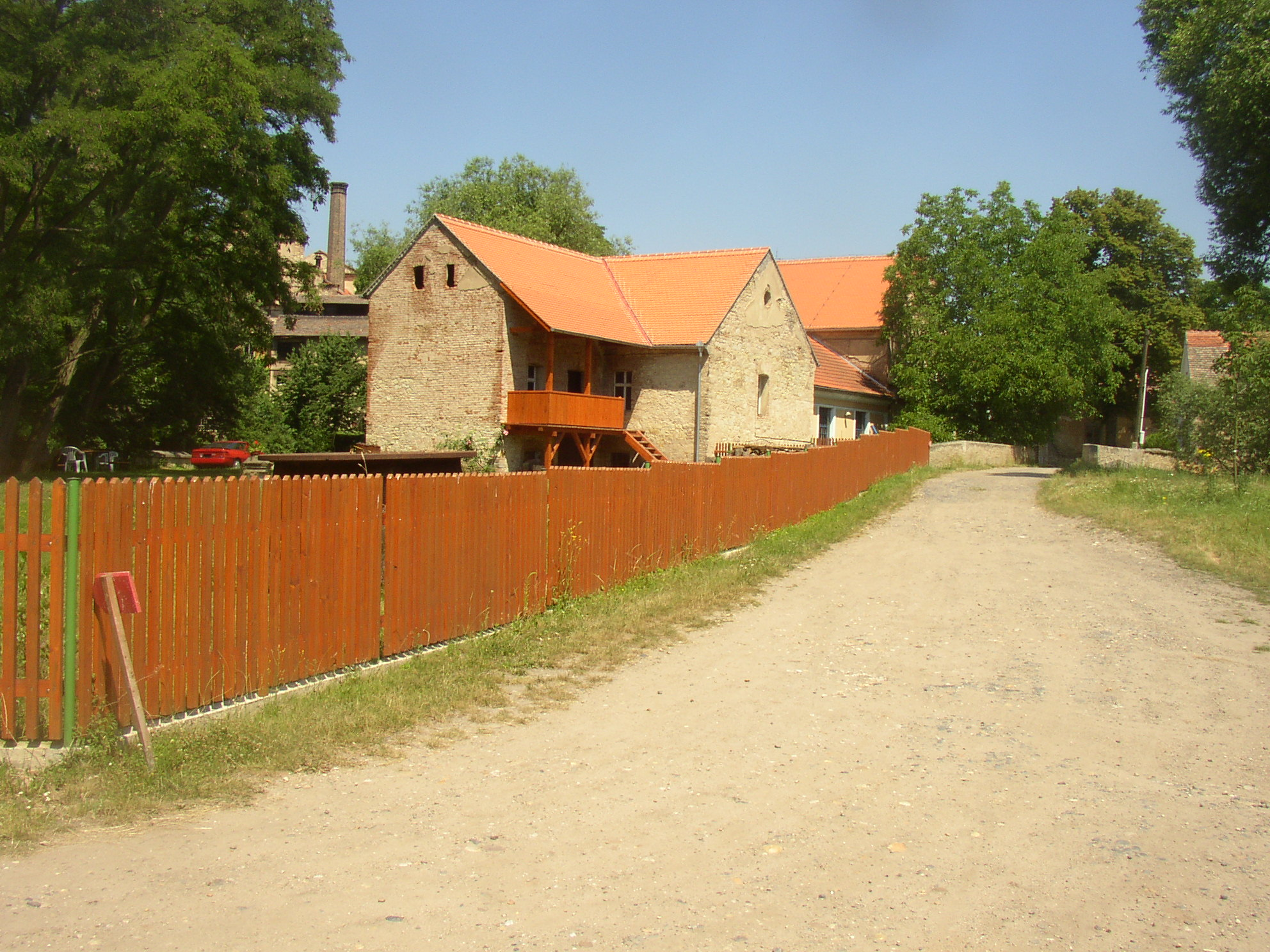
Bývalý mlýn v sousedství kláštera
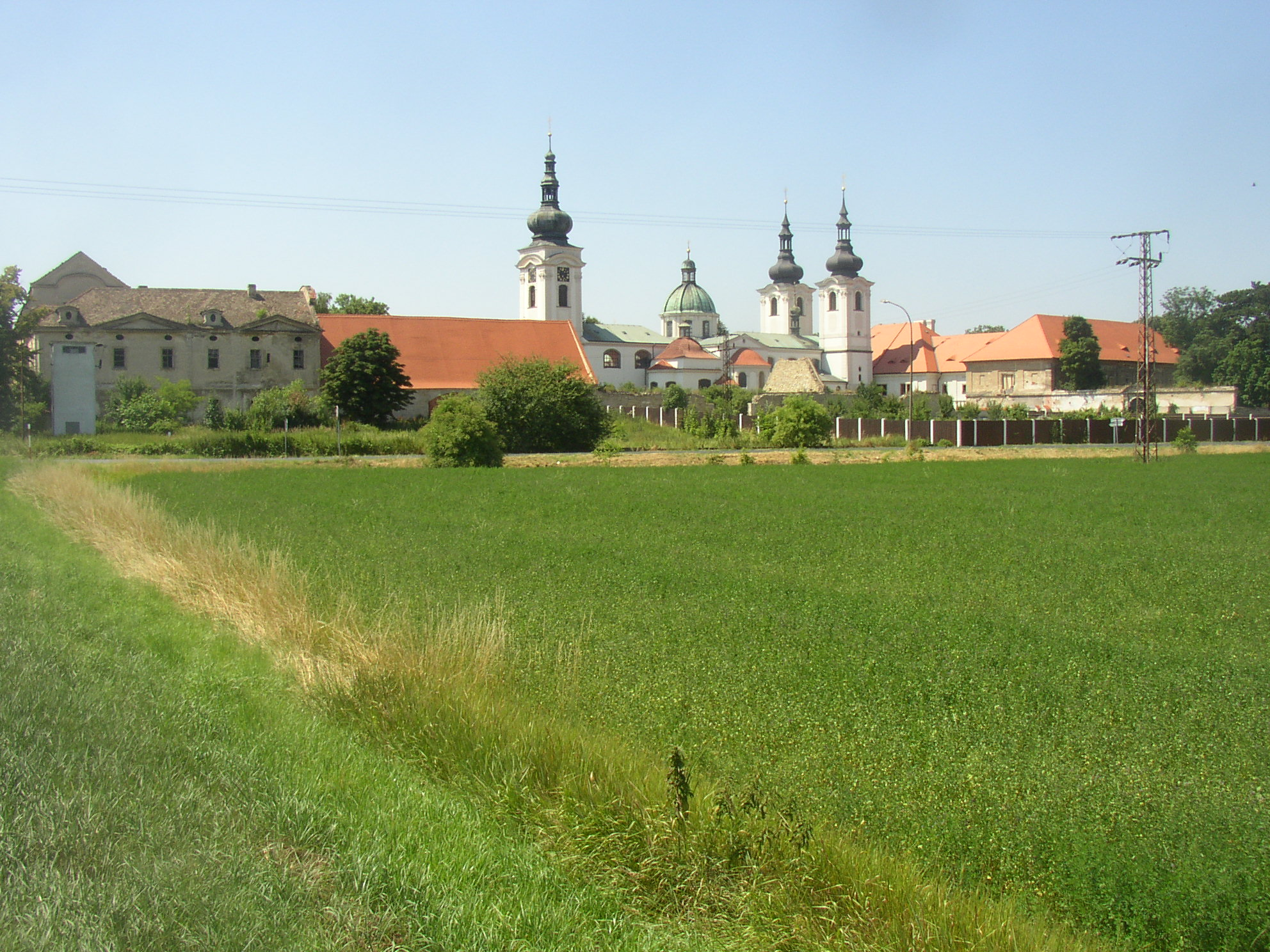
Areál kláštera s kostelem Narození Panny Marie od severovýchodu
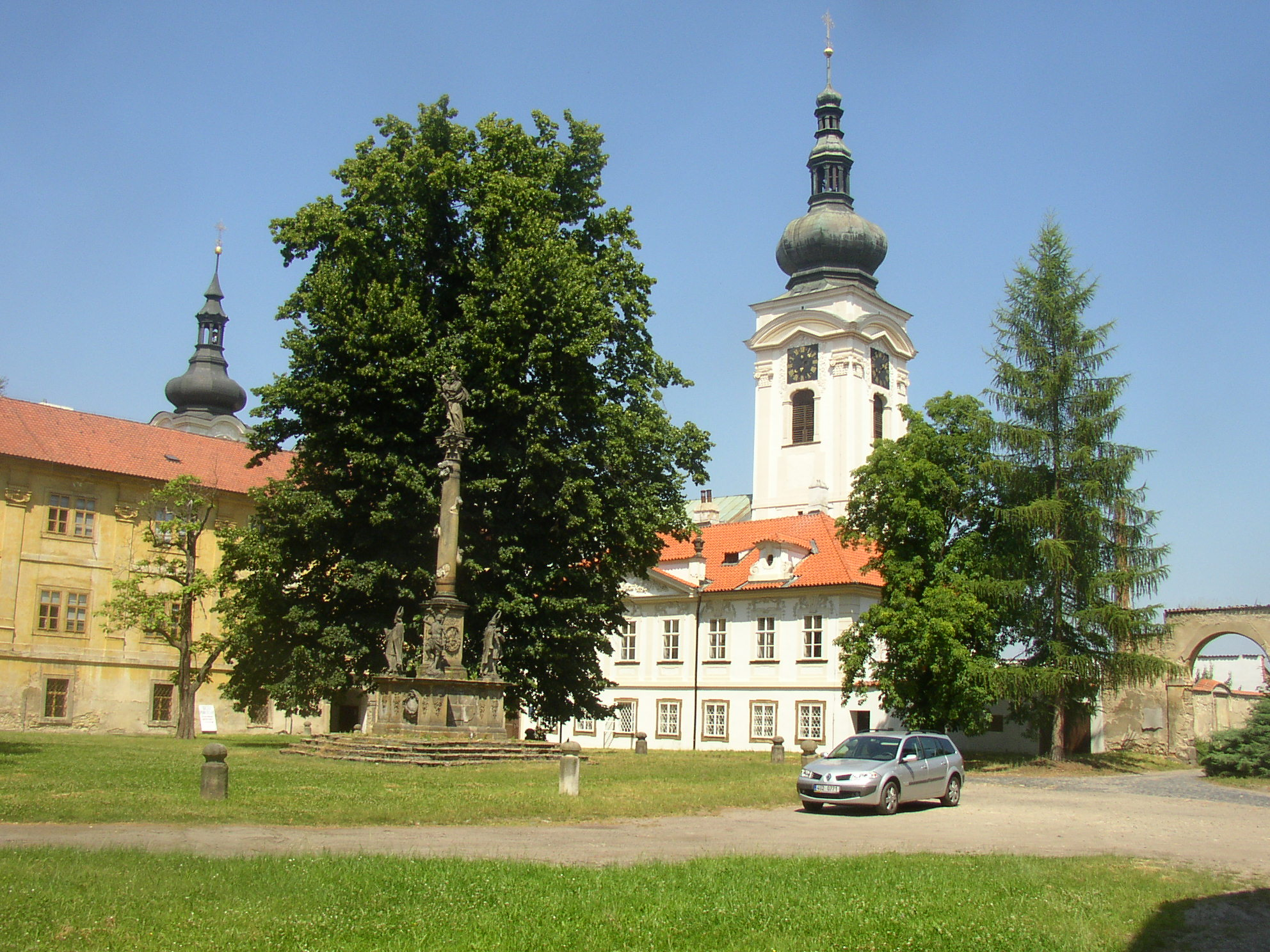
První klášterní nádvoří s mariánským sloupem
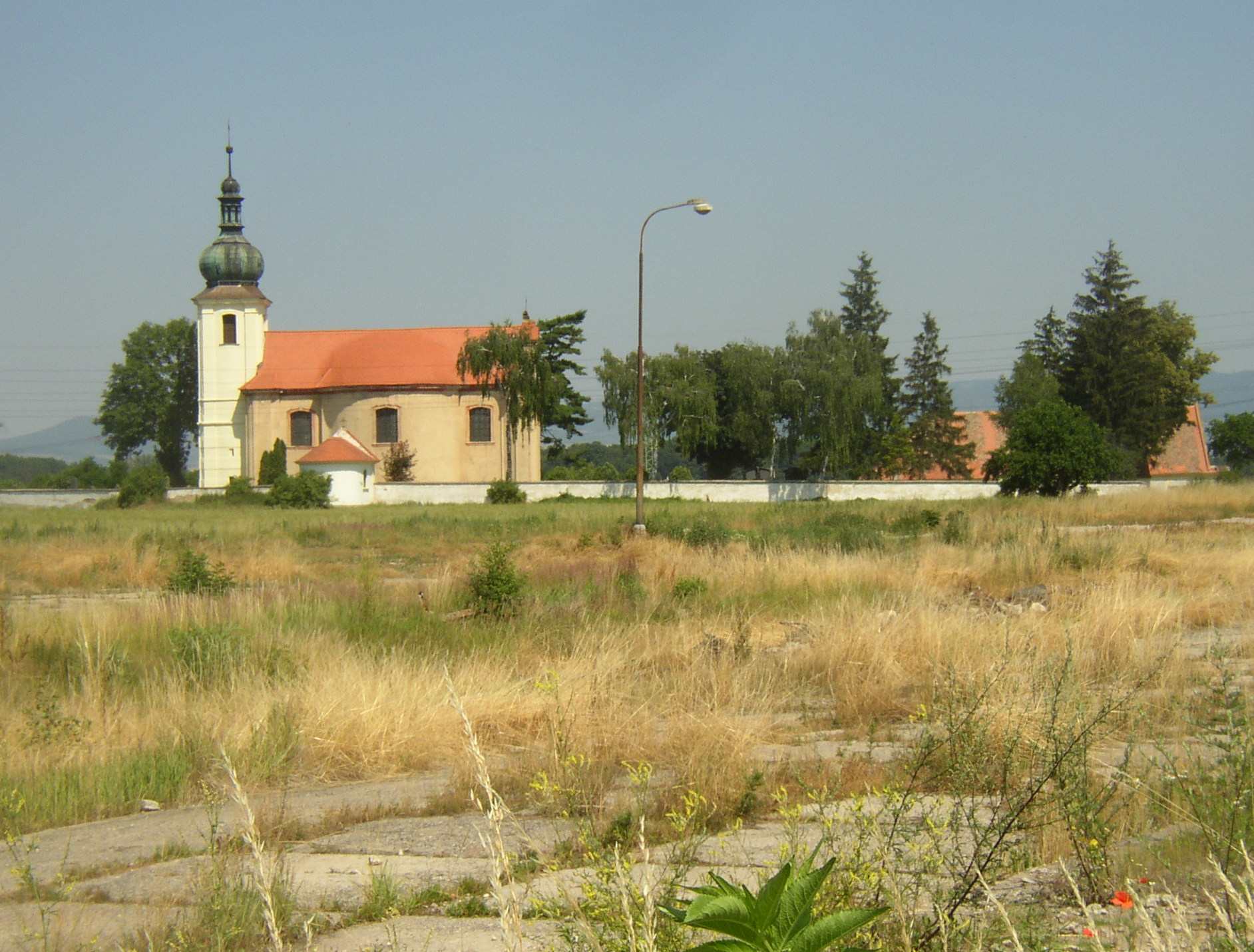
Hřbitov severně od obce
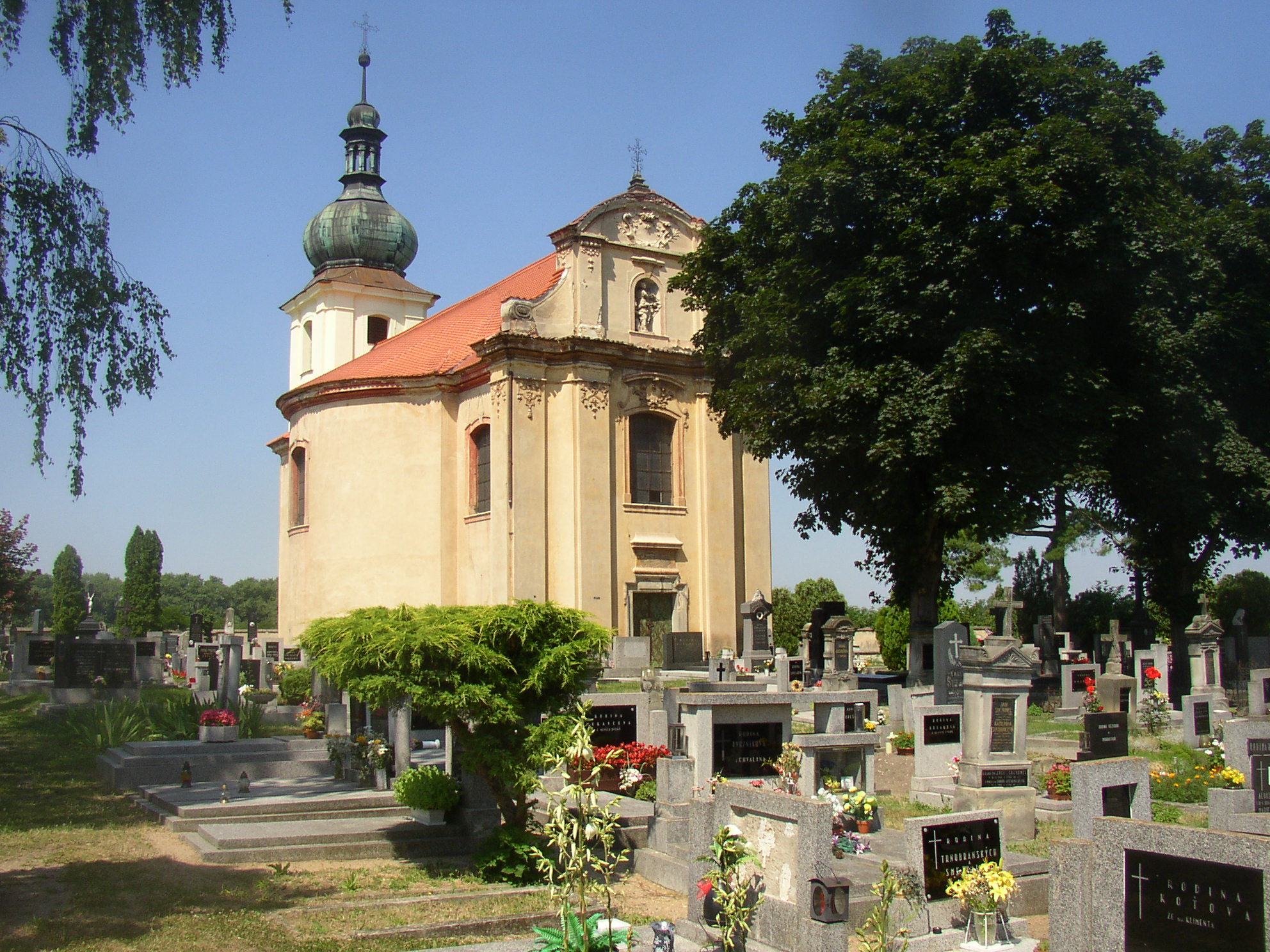
Hřbitovní kostel sv. Petra a Pavla
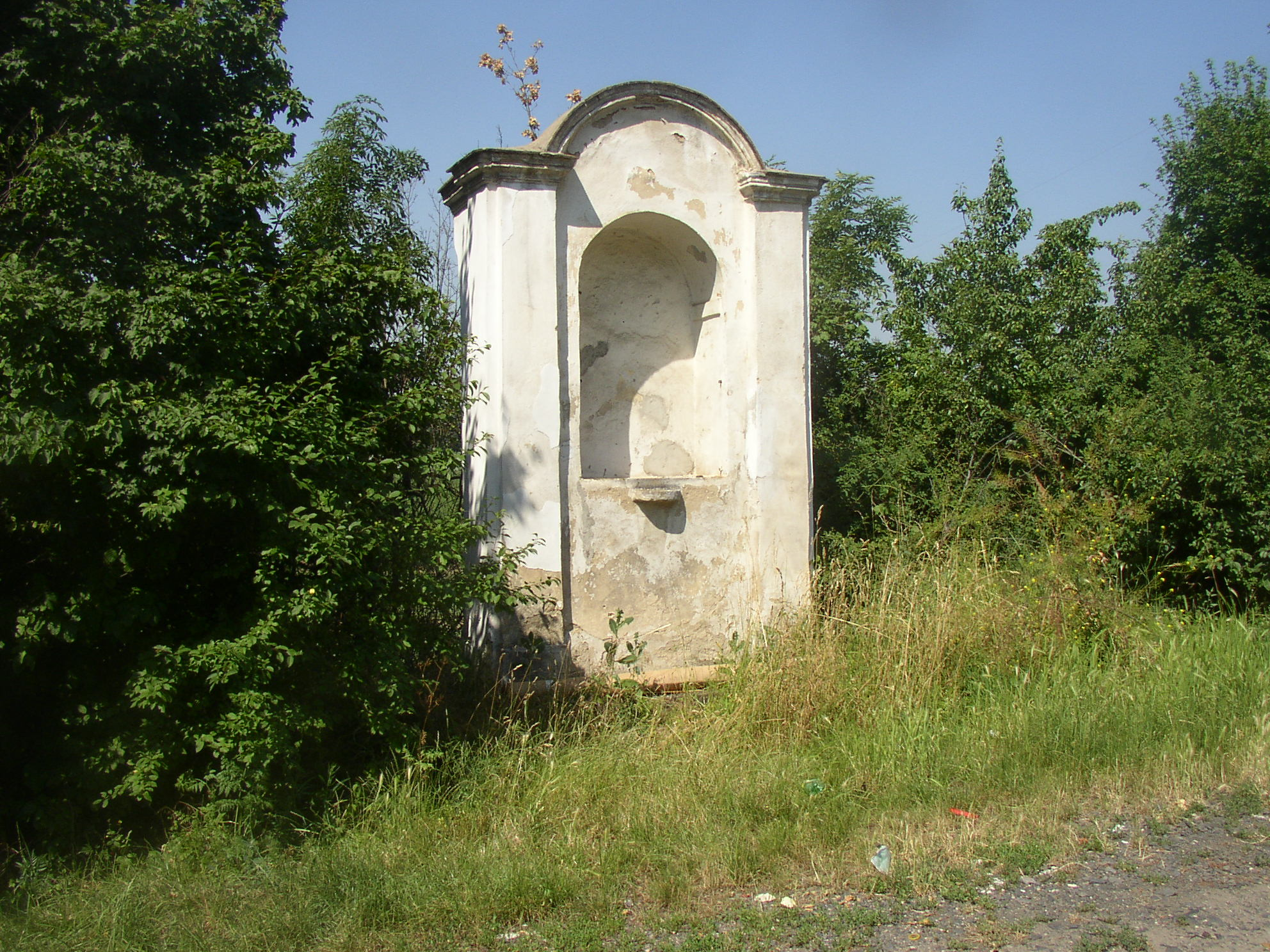
Výklenková kaplička při silnici do Dolánek
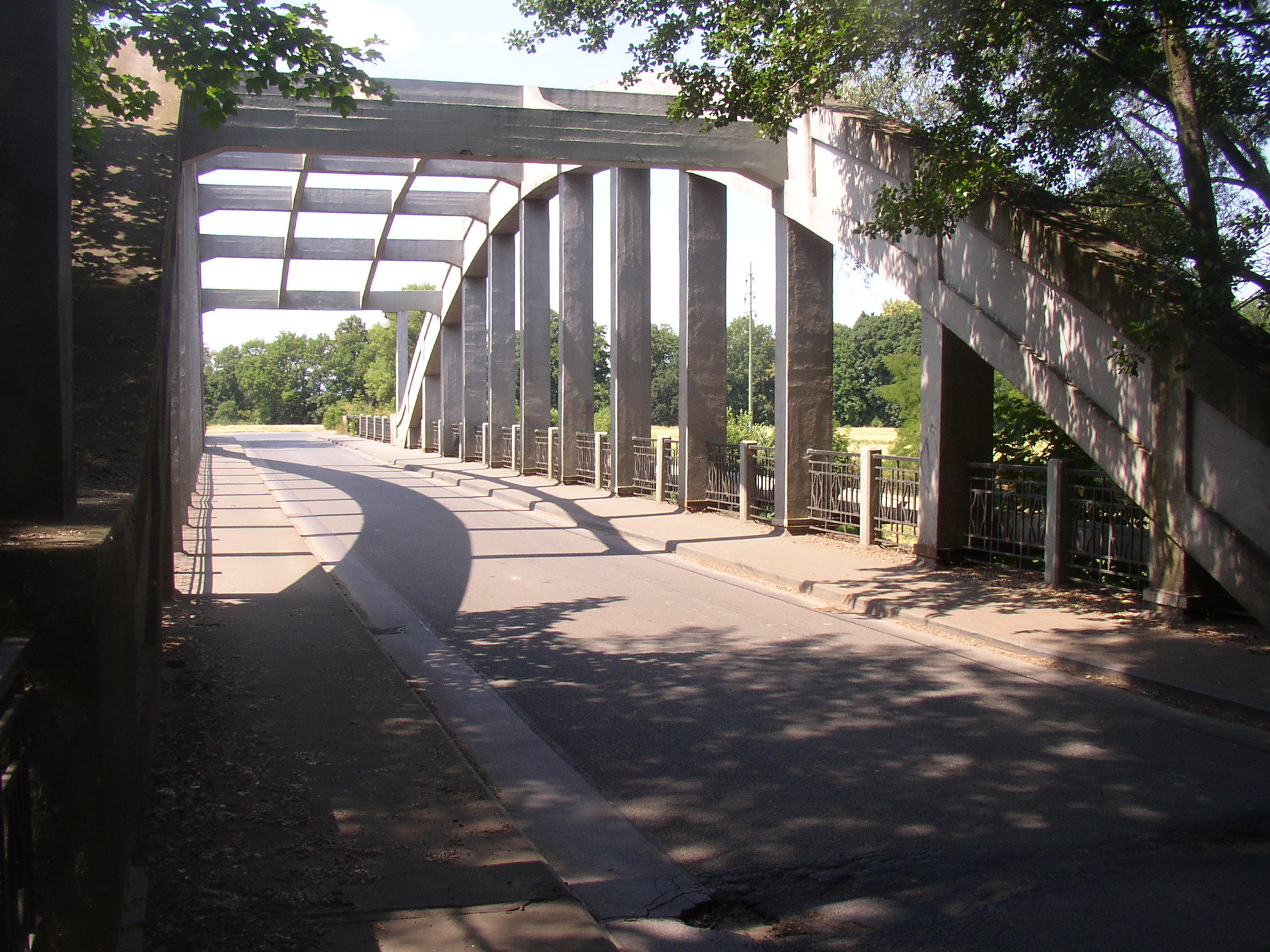
Železobetonový most přes Ohři do Brozan z roku 1928
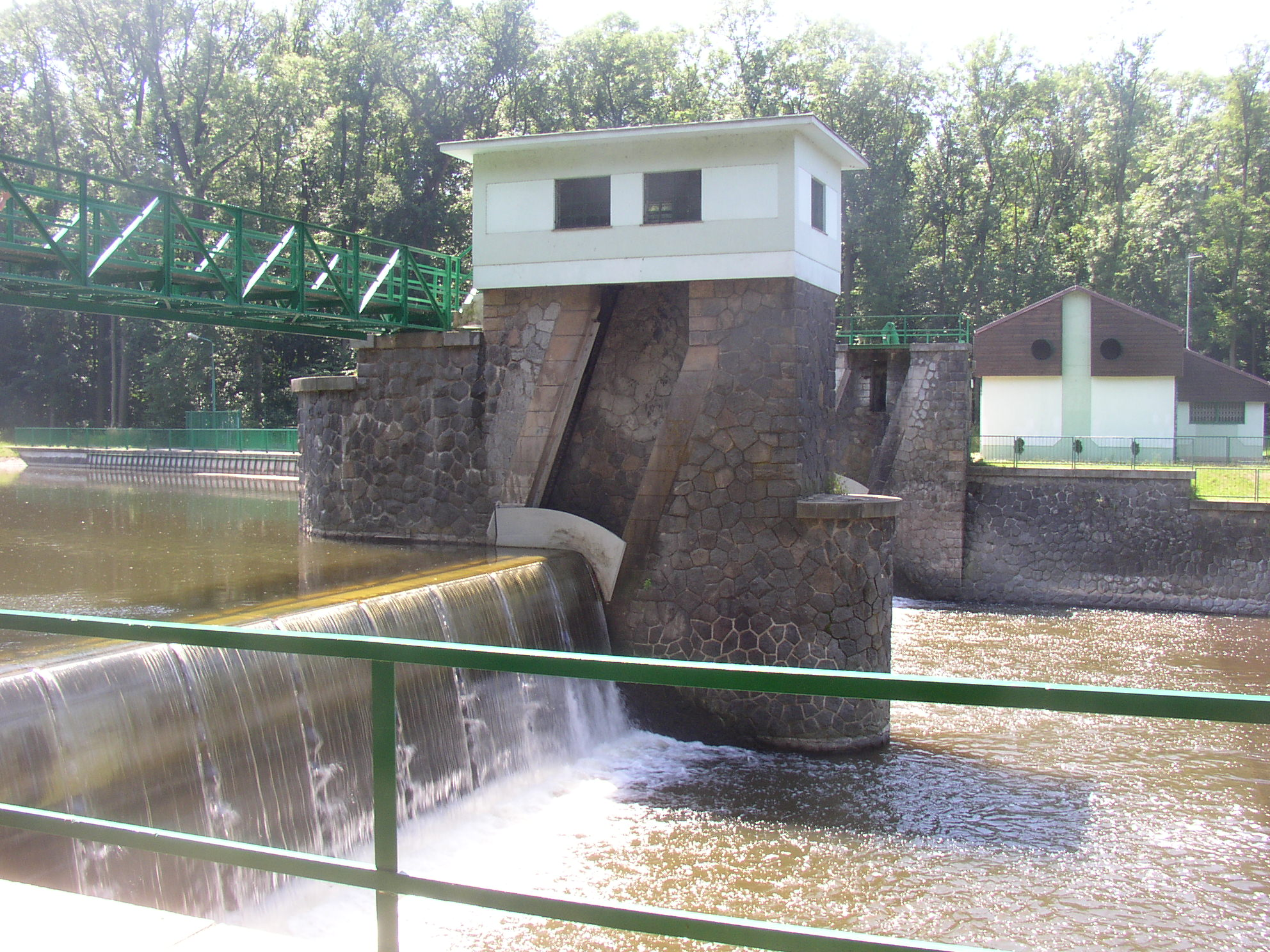
Jez Doksany s malou vodní elektrárnou
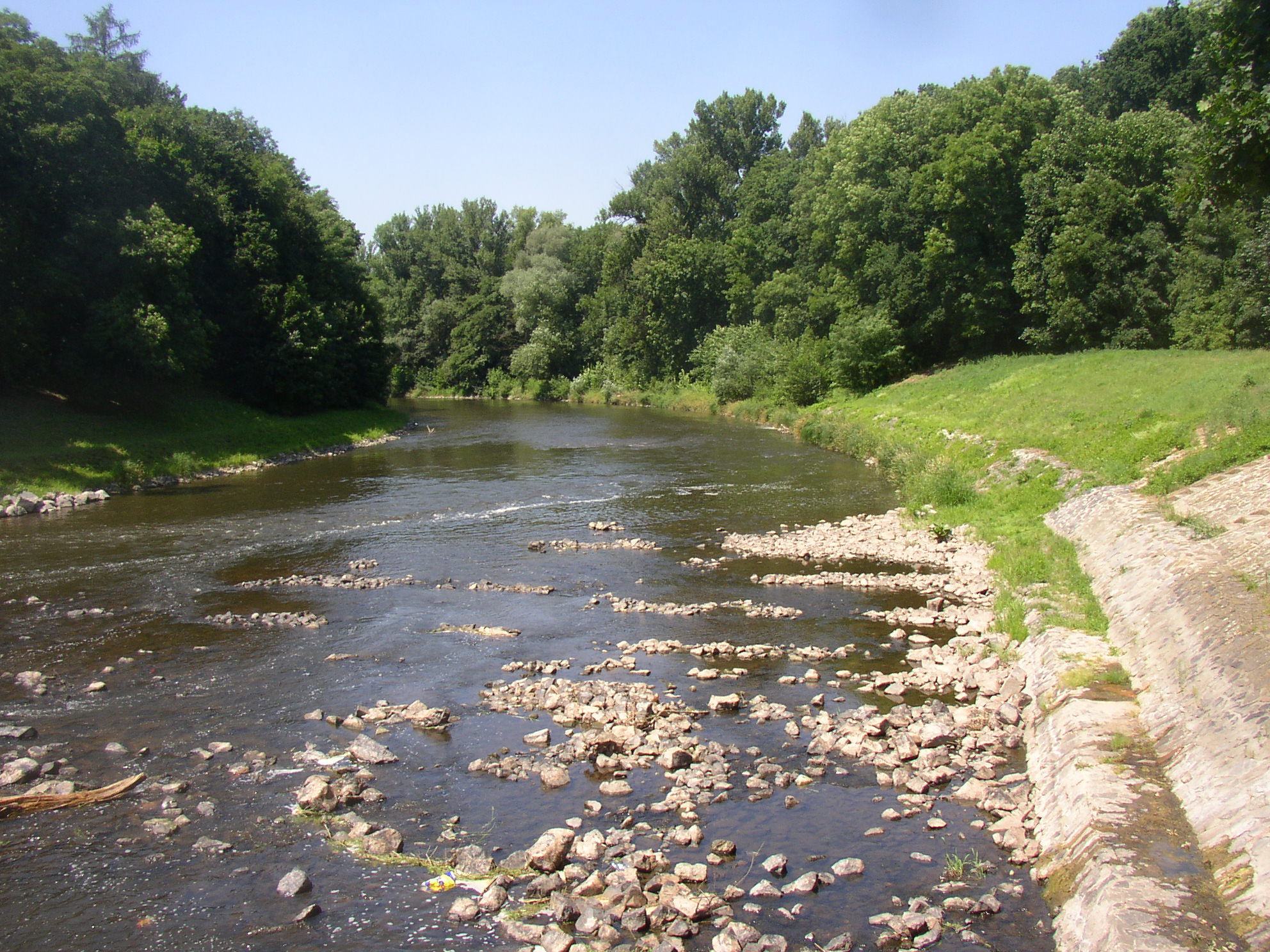
Ohře pod doksanským jezem